# Lago Quake

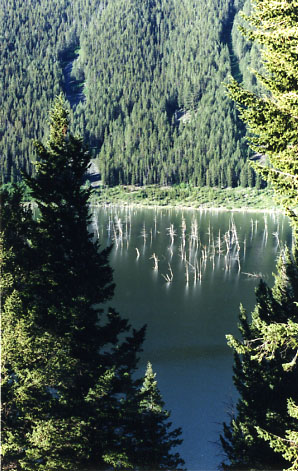
Lago Quake

El lago Quake u oficialmente Earthquake (en español, «Terremoto») es un lago de terremoto en el suroeste de Montana, Estados Unidos. Se formó después de un devastador terremoto que azotó la zona el 17 de agosto de 1959, y que mató a 27 personas. Hoy en día, el lago Quake es de 190 pies (58 m) de profundidad (150 pies a partir de julio de 2009) y seis millas (10 kilómetros) de largo. El lago esta en su mayoría dentro del Parque nacional Gallatin.

## El Terremoto
El terremoto de Yellownstone de 1959, fue de magnitud 7,5 en la escala de Richter (revisado por el USGS a 7,6) y provocó un derrumbe de 80 millones de toneladas de material, lo que formó una deslizamiento de tierra en el río Madison. El derrumbe viajó por el flanco sur de la Montaña de las Ovejas, en un estimado de 100 millas por hora (160 km / h), matando a 27 personas que estaban acampando a orillas del Lago Hebgen y a lo largo del río Madison. La falla causada por el terremoto obligó a la aguas del Lago Hebgen a cambiar violentamente. Además de ser el terremoto más grande que jamás haya afectado el estado de Montana en la historia, es también el mayor terremoto que se producen en las Montañas Rocosas del Norte desde hace siglos y es uno de los terremotos más grandes que ha golpeado a Estados Unidos en la historia.
El terremoto creó fallas de hasta 20 pies (6,1 m) de altura en la zona cercana al Lago Hebgen y el fondo del lago se redujo a la 
misma distancia. 32.000 acres (130 km²) de la zona cerca de Lake Hebgen disminuyeron más de 10 pies (3,0 m). Varios géiseres de las secciones del noroeste en el Parque nacional de Yellowstone hicieron erupción.